# Schlacht am Killdeer Mountain

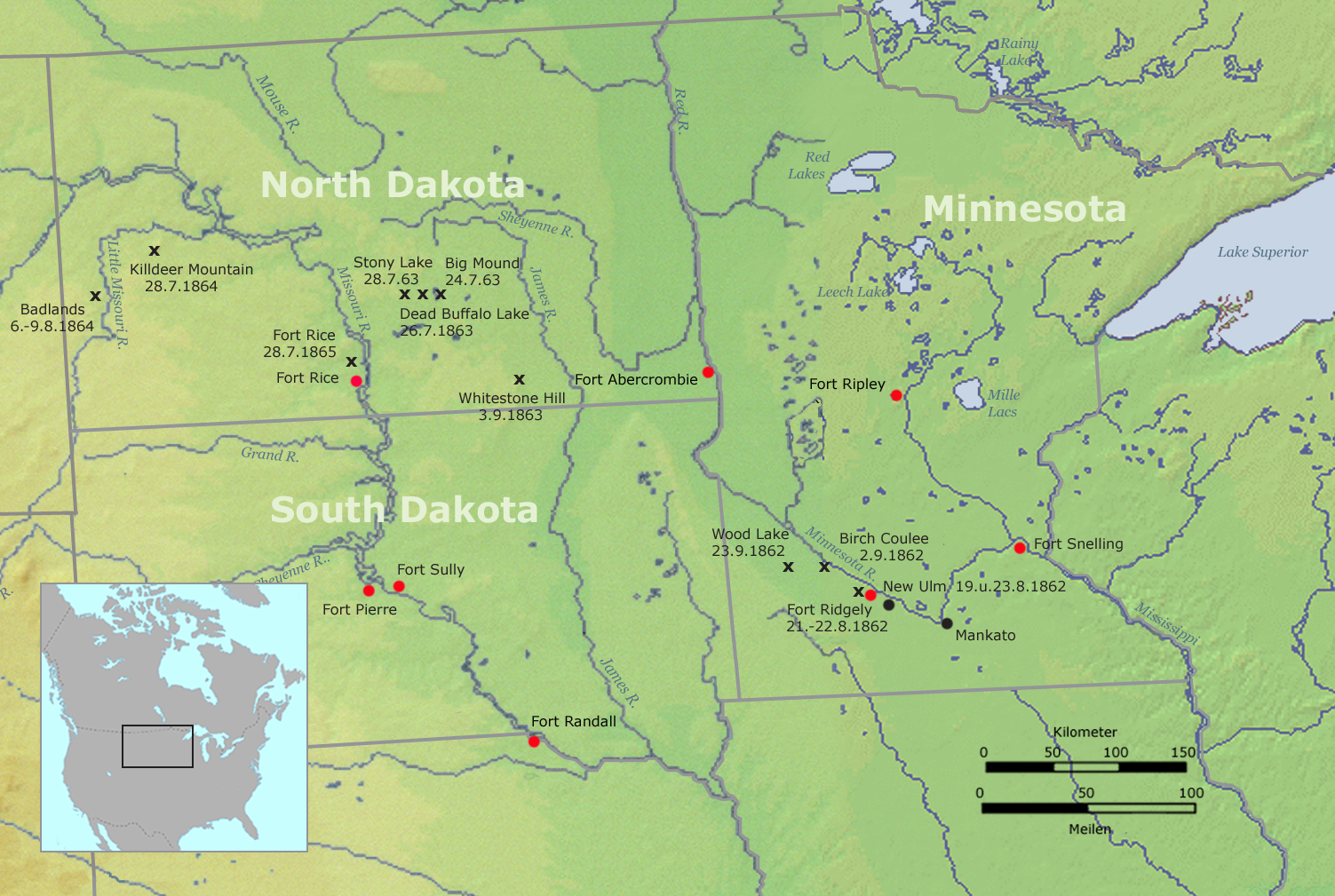
Schauplatz des Gefechts in North Dakota und andere militärische Konflikte zwischen der US-Armee und Indianern zwischen 1850 und 1865 in Minnesota und den nördlichen Plains.

Die Schlacht am Killdeer Mountain war ein Gefecht zwischen der US-Armee und Sioux-Indianern am 28. Juli 1864 im Dakota-Territorium in den Vereinigten Staaten, das mit einem Sieg der US-Armee endete.

## Geschichtlicher Hintergrund
Im Verlauf des Amerikanischen Bürgerkriegs (1861–1865) brach in Minnesota der Sioux-Aufstand aus. Die Dakota verließen ihr Reservat und überfielen weiße Siedler, von denen insgesamt 450 ihr Leben verloren. Eine hastig zusammengestellte Miliz unter Colonel Henry Sibley konnte die aufständischen Dakota schließlich am 23. September 1862, vier Wochen nach Beginn des Konflikts, am Wood Lake besiegen. 2.000 Indianer ergaben sich den Amerikanern, die 392 Krieger vor Gericht stellten und in einem Schnellverfahren 307 von ihnen zum Tod verurteilten. Bischof Henry B. Whipple aus Minnesota reiste daraufhin nach Washington, um bei Präsident Abraham Lincoln um Gnade zu bitten. Nach eingehender Prüfung wandelte Lincoln die meisten Todesurteile in Haftstrafen um. Nur in 38 Fällen, bei denen Mord oder Vergewaltigung nachgewiesen worden war, blieb die Todesstrafe bestehen. Ein Teil der Dakota war nach Westen geflohen und wurde von den dort lebenden Lakota aufgenommen. Die US-Armee verfolgte die Flüchtigen und schickte Brigade-General Alfred Sully im September 1863 ins Dakota-Territorium. Dort stellte er die aufständischen Sioux bei Whitestone Hill und brachte ihnen eine Niederlage bei. Der Widerstand der Sioux war damit aber nicht gebrochen. Anschließend überwinterte Sully mit seinen Truppen am Missouri River. Generalmajor John Pope, Sullys Vorgesetzter, stellte einen Plan auf, wie man die andauernden Probleme mit den Sioux lösen könnte. Im Juni 1864 verließ Sully mit 2.500 Kavalleristen das Fort, gefolgt von Infanterie, die Forts im Indianerland errichten sollte. Zusätzlich wurde Minnesota-Miliz in Marsch gesetzt, die an der Einmündung des Burdache Creeks in den oberen Missouri mit Sully zusammentreffen sollte.

## Das Gefecht
Die beiden Kolonnen vereinigten sich am 30. Juni und zogen an die Mündung des Cannonball Rivers, wo sie Fort Rice errichteten. Die vereinigten Sioux-Stämme, Dakota und Lakota, unter dem Häuptling Inkpaduta verfügten über eine Streitmacht von etwa 5.000 bis 6.000 Kriegern und erwarteten die US-Truppen am Little Missouri River in einem zerklüfteten, bewaldeten Gebiet. Sully traf mit einigen Häuptlingen der Sioux zusammen, doch die Verhandlungen blieben ergebnislos. Daraufhin befahl er den Angriff und es entbrannte ein heftiges Gefecht. Die US-Truppen waren im Vorteil, denn sie verfügten über Artillerie und weittragende Gewehre. Nach einigen Verlusten begannen die Indianer zu fliehen und ließen ihre gesamte Ausrüstung zurück. Die US-Kavallerie verfolgte die fliehenden Sioux über eine Strecke von fast 12 Kilometern. Die Indianer verloren etwa 30 Krieger, während die amerikanischen Verluste mit 15 Toten beziffert wurden. Anschließend zerstörten die US-Truppen die indianischen Tipis sowie die Wintervorräte der Sioux und zogen weiter westwärts durch die Badlands nach Fort Union am Zusammenfluss von Missouri und Yellowstone River. Auf diesem Marsch trafen sie wiederholt auf geflohene Krieger aus der Schlacht, von denen sie in mehrere Scharmützel verwickelt wurden. Das Gefecht am Killdeer Mountain verschlechterte die ohnehin schon gespannten Beziehungen der nördlichen Plains-Stämme zur US-Regierung.
Der Schauplatz der Schlacht in North Dakota ist heute unter dem Namen Killdeer Mountain Battlefield State Historic Site zu besichtigen.